# Volksbank Düte-Ems
Die Volksbank Düte-Ems eG ist eine deutsche Genossenschaftsbank mit Sitz in der niedersächsischen Stadt Georgsmarienhütte im Landkreis Osnabrück. 

## Geschichte

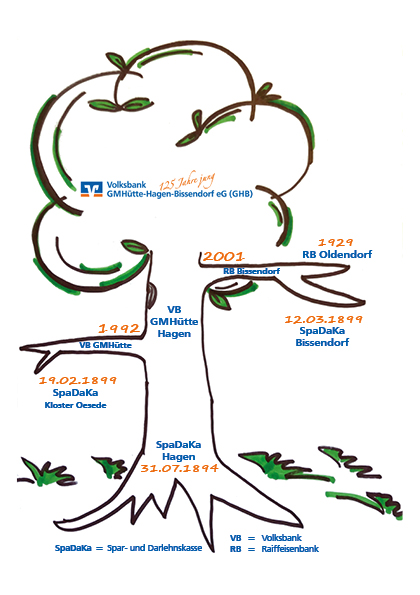
Stammbaum der Volksbank GHB

Unmittelbares Vorgängerinstitut der Volksbank Düte-Ems eG war die Volksbank GMHütte-Hagen-Bissendorf eG (GHB). Sie wurde am 31. Juli 1894 als Spar- und Darlehenskasse in Hagen am Teutoburger Wald gegründet und feierte im Jahr 2019 ihr 125-jähriges Jubiläum mit vielen verschiedenen Veranstaltungen unter dem Motto „125 Jahre jung“.
Gründungs- und Fusionsdaten der Vorgängerinstitute der Volksbank GMHütte-Hagen-Bissendorf eG (GHB):
- 31. Juli 1894: Gründung der Spar- und Darlehnskasse in Hagen am Teutoburger Wald
- 19. Februar 1899: Gründung der Spar- und Darlehnskasse in Kloster Oesede
- 12. März 1899: Gründung der Spar- und Darlehnskasse in Bissendorf
- 1929: Gründung der Raiffeisenbank Oldendorf in Oldendorf
- 1971: Fusion der Raiffeisenbank Bissendorf eGmbH mit der Raiffeisenbank Oldendorf eGmbH
- 1992: Fusion der Volksbank Georgsmarienhütte eG (vormals Raiffeisenkasse Kloster Oesede eGmbH) mit der Volksbank Hagen e.G. zur Volksbank Georgsmarienhütte-Hagen e.G.
- 2001: Fusion der Volksbank Georgsmarienhütte-Hagen e.G. mit der Raiffeisenbank Bissendorf eG zur  Volksbank GMHütte-Hagen-Bissendorf eG (GHB)

Im Jahr 2024 fusionierte die Volksbank GMHütte-Hagen-Bissendorf eG (GHB) mit der Volksbank Westerkappeln-Saerbeck eG zur Volksbank Düte-Ems eG.

## Rechtsverhältnisse
Die Volksbank Düte-Ems eG ist im Genossenschaftsregister beim Amtsgericht Osnabrück unter GnR 110004 eingetragen.

## Organisationsstruktur
Rechtsgrundlagen sind das Genossenschaftsgesetz und die durch die Vertreterversammlung beschlossene Satzung. Organe der Bank sind der Vorstand, der Aufsichtsrat und die Vertreterversammlung. 
Vertreten wird die eingetragene Genossenschaft durch den Vorstand, welcher vom Aufsichtsrat eingesetzt wird. Zusätzlich überwacht dieser die Geschäftsführung des Vorstands in regelmäßigen Abständen. Die Vertreter wählen den Aufsichtsrat aus ihrer Mitte, während alle Mitglieder darüber abstimmen können, wer von ihnen ihre Interessen auf der Vertreterversammlung vertritt. Nachdem der Jahresabschluss von der Vertreterversammlung festgestellt wurde, entscheiden die Vertreter, wie der Jahresüberschuss verwendet wird.

## Mitgliedschaft
Mitglied werden können natürliche und juristische Personen sowie Personengesellschaften. Aktive Kunden können einen Geschäftsanteil mit 500 Euro (Mindesteinzahlung: 50 Euro) erwerben, um Mitglied der Genossenschaftsbank zu werden. Mitglieder sind Teilhaber der Bank und haben somit ein Mitbestimmungsrecht und die Chance auf eine jährliche Gewinnbeteiligung durch Dividendenzahlung. Gegensätzlich zur Aktiengesellschaft hat jedes Mitglied das gleiche Stimmrecht, welches unabhängig von der Anzahl der Geschäftsanteile beziehungsweise von der Höhe des Geschäftsguthabens ist. Zudem ist der Wert des Geschäftsanteils nicht vom Erfolg der Bank abhängig, sondern lediglich von der Höhe des Geschäftsguthabens
Gemäß §2 der Satzung werden die Mitglieder der Bank wirtschaftlich gefördert und betreut.

## Sicherungseinrichtung
Die Volksbank Düte-Ems eG ist der amtlich anerkannten Sicherungseinrichtung des Bundesverbandes der Deutschen Volksbanken und Raiffeisenbanken GmbH und der zusätzlichen freiwilligen Sicherungseinrichtung des Bundesverbandes der Deutschen Volksbanken und Raiffeisenbanken e.V. angeschlossen.

## Geschäftsausrichtung
Die Volksbank Düte-Ems eG betreibt das Universalbankgeschäft. Im Verbundgeschäft arbeitet sie mit der DZ Bank, R+V Versicherung, Bausparkasse Schwäbisch Hall, Teambank, VR Smart Finanz, DZ Hyp, DZ Privatbank, Münchener Hypothekenbank und der Union Investment zusammen.

## Ausbildung
Die Bank bietet sowohl eine Ausbildung zur Bankkauffrau bzw. zum Bankkaufmann als auch ein duales Studium zum Bachelor of Arts Banking and Finance an.

## Geschäftsgebiet
Das Geschäftsgebiet liegt im Süden des Landkreises Osnabrück.
An diesen Orten betreibt die Bank Filialen:
- Georgsmarienhütte (Oesede) (Hauptstelle, jur. Sitz)
- Kloster Oesede (SB-Geschäftsstelle)
- Hagen am Teutoburger Wald (Geschäftsstelle)
- Sutthausen (Geschäftsstelle)
- Bissendorf (Geschäftsstelle)
- Belm (Geschäftsstelle)
- Gellenbeck (SB-Geschäftsstelle)
- Wissingen (Geschäftsstelle)